# Koszovó a 2020. évi nyári olimpiai játékokon
Koszovó a japán Tokióban megrendezett 2020. évi nyári olimpiai játékok egyik részt vevő nemzete. Az országot 6 sportágban 11 sportoló képviselte, akik 2 érmet szereztek.

## Érmesek
| Érem  | Versenyző        | Sportág   | Versenyszám    |
| ----- | ---------------- | --------- | -------------- |
| Arany | Distria Krasniqi | Cselgáncs | Női légsúly    |
| Arany | Nora Gjakova     | Cselgáncs | Női könnyűsúly |

## Atlétika
| Versenyző    | Versenyszám | Előfutam | Előfutam | Elődöntő | Elődöntő | Döntő   | Döntő    |
| Versenyző    | Versenyszám | Idő      | Hely.    | Idő      | Hely.    | Idő     | Helyezés |
| ------------ | ----------- | -------- | -------- | -------- | -------- | ------- | -------- |
| Musa Hajdari | Férfi 800 m | 1:48,96  | 8.       | kiesett  | kiesett  | kiesett | kiesett  |

## Birkózás
| Versenyző   | Versenyszám              | Nyolcaddöntő         | Negyeddöntő       | Elődöntő | Vigaszág elődöntő | Bronz- mérkőzés | Döntő   | Helyezés |
| ----------- | ------------------------ | -------------------- | ----------------- | -------- | ----------------- | --------------- | ------- | -------- |
| Egzon Shala | Férfi 125 kg szabadfogás | Berrahal (ALG) · 6–0 | Zare (IRI) · 2–13 | kiesett  | kiesett           | kiesett         | kiesett | kiesett  |

## Cselgáncs

### Férfi
| Versenyző    | Versenyszám | Selejtező            | 32-es főtábla       | Nyolcaddöntő         | Negyeddöntő               | Elődöntő | Vigaszág elődöntő    | Bronz- mérkőzés | Döntő   | Helyezés |
| ------------ | ----------- | -------------------- | ------------------- | -------------------- | ------------------------- | -------- | -------------------- | --------------- | ------- | -------- |
| Akil Gjakova | Könnyűsúly  | Ayash (YEM)˘ · 10–00 | Stump (SUI) · 11–00 | Macias (SWE) · 01–00 | Tsogtbaatar (MGL) · 00–01 |          | Orujov (AZE) · 00–01 | kiesett         | kiesett | 7.       |

### Női
| Versenyző         | Versenyszám  | 32-es főtábla      | Nyolcaddöntő            | Negyeddöntő            | Elődöntő               | Vigaszág elődöntő | Bronz- mérkőzés | Döntő                 | Helyezés |
| ----------------- | ------------ | ------------------ | ----------------------- | ---------------------- | ---------------------- | ----------------- | --------------- | --------------------- | -------- |
| Distria Krasniqi  | Légsúly      |                    | Chibana (BRA) · 10–00   | C-H. Lin (TPE) · 10–00 | Munkhbat (MGL) · 10–00 |                   |                 | Tonaki (JPN) · 10–00  | Arany    |
| Majlinda Kelmendi | Harmatsúly   | Pupp (HUN) · 00–10 | kiesett                 | kiesett                | kiesett                | kiesett           | kiesett         | kiesett               | kiesett  |
| Nora Gjakova      | Könnyűsúly   |                    | Verhagen (NED) · 01–00  | Kajzer (SLO) · 11–00   | Josida (JPN) · 01–00   |                   |                 | Cysique (FRA) · 10–00 | Arany    |
| Loriana Kuka      | Félnehézsúly |                    | Babinceva (ROC) · 00–10 | kiesett                | kiesett                | kiesett           | kiesett         | kiesett               | kiesett  |

## Ökölvívás
| Versenyző      | Versenyszám    | Selejtező          | Nyolcaddöntő | Negyeddöntő | Elődöntő | Döntő   | Helyezés |
| -------------- | -------------- | ------------------ | ------------ | ----------- | -------- | ------- | -------- |
| Donjeta Sadiku | Női könnyűsúly | Dubois (GBR) · 0–5 | kiesett      | kiesett     | kiesett  | kiesett | kiesett  |

## Sportlövészet
| Versenyző       | Versenyszám    | Selejtező | Selejtező | Döntő   | Döntő    |
| Versenyző       | Versenyszám    | Pont      | Helyezés  | Pont    | Helyezés |
| --------------- | -------------- | --------- | --------- | ------- | -------- |
| Drilon Ibrahimi | Férfi légpuska | 608,8     | 46.       | kiesett | kiesett  |

## Úszás
| Versenyző      | Versenyszám       | Előfutam | Előfutam | Előfutam | Elődöntő | Elődöntő | Elődöntő | Döntő   | Döntő    |
| Versenyző      | Versenyszám       | Idő      | Hely.    | Össz.    | Idő      | Hely.    | Össz.    | Idő     | Helyezés |
| -------------- | ----------------- | -------- | -------- | -------- | -------- | -------- | -------- | ------- | -------- |
| Olt Kondirolli | Férfi 100 m gyors | 54,33    | 2.       | 64.      | kiesett  | kiesett  | kiesett  | kiesett | kiesett  |
| Eda Zeqiri     | Női 400 m gyors   | 4:38,02  | 1.       | 24.      |          |          |          | kiesett | kiesett  |